# Smrk červený
Smrk červený (Picea rubens) je druh smrku, původem ze Severní Ameriky.

## Popis

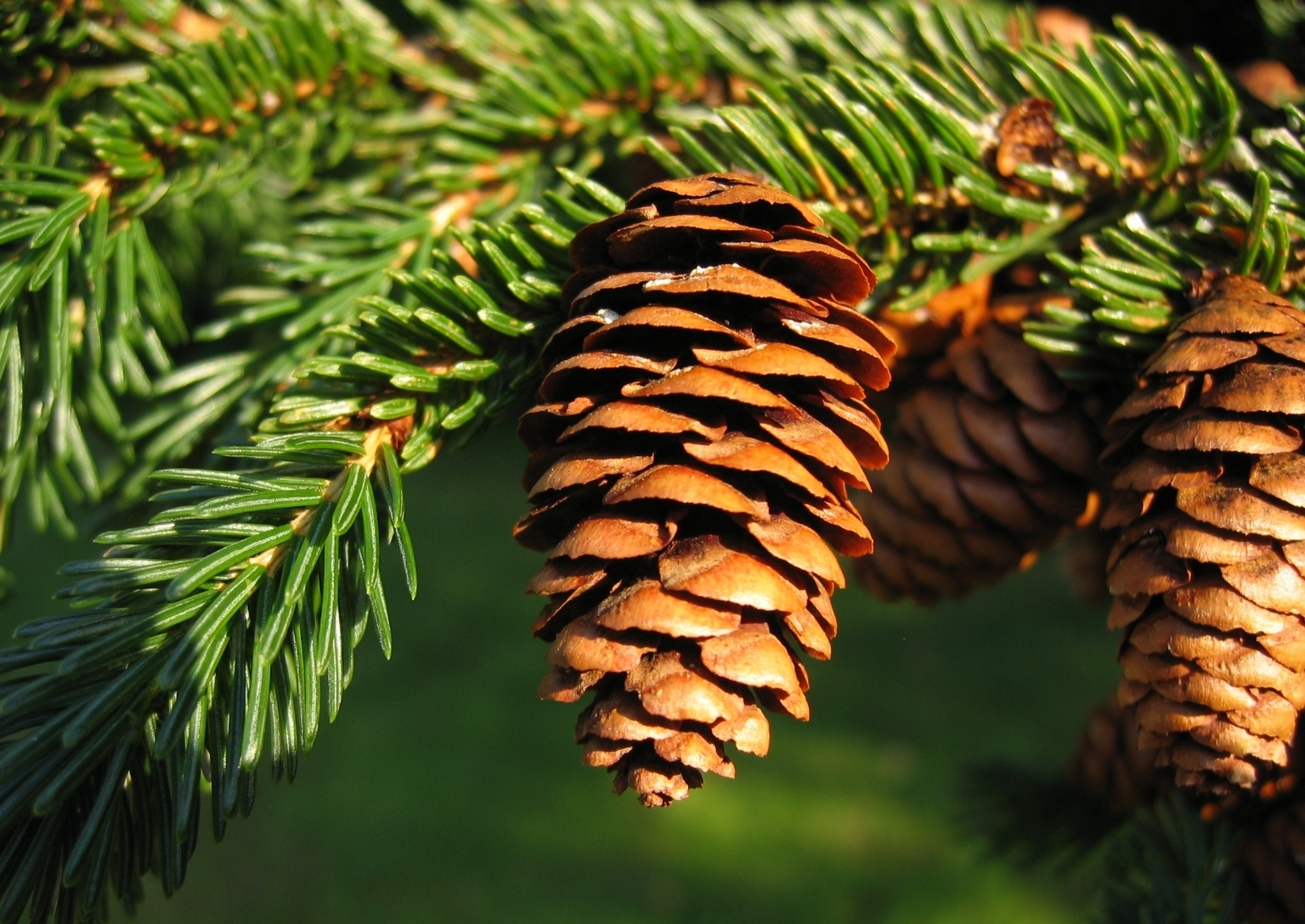
Smrk červený se samičími šiškami

Jedná se strom dorůstající ve své domovině až 40 m a tloušťky kmene až 1 m v průměru. Může se dožít i více než 400 let. Koruna je úzce kuželovitá, tvar koruny však může být pozměněn díky stanovištním podmínkám (vítr aj.). Borka je šedohnědá až červenohnědá, pupeny jsou červenohnědé. Jehlice jsou na průřezu čtyřhranné, 0,8-2,3 cm (zřídka až 3 cm dlouhé), žlutozelené až tmavě zelené, ale nikoliv sivé. Samičí šišky jsou celkem malé, 2,3-4,5 (zřídka až 5) cm dlouhé, vehčitého tvaru, lesklé, za zralosti oranžovo hnědé Šupiny jsou vějířovitého tvaru, na vrcholu celokrajné nebo nepravidelně zubaté, cca 8-12 mm dlouhé a asi stejně široké. Počet chromozómů je 2n=24.

## Rozšíření
Původní areál druhu se rozkládá v jihovýchodní Kanadě a v severovýchodní části USA, jižněji pak jen v Appalačském pohoří.

## Kříženci
Z volné přírody je znám kříženec s druhem Picea mariana, dochází zde na kontaktu areálů k introgresivní hybridizaci.

## Ekologie
Smrk červený roste od mořského pobřeží v Kanadě až po nadmořskou výšku cca 1500 m n. m. v Appalačském pohoří. Roste v oblasti s chladným vlhkým oceanickým klimatem s ročním úhrnem srážek asi 875-2000 mm. Nejčastěji tvoří společenstva se smrkem sivým (Picea glauca) a jedlí balzámovou (Abies balsamea), méně často se smrkem černým (Picea mariana), který roste víc ve vlhku, lokálně také s jedlí Fraserovou (Abies fraseri) či cypřiškem zeravovitým (Chamaecyparis thyoides). Na lepších půdách se přidávají i listnaté dřeviny.
Hlavně ve 20. století postihlo některé porosty hromadné hynutí díky kyselým dešťům.

## Výskyt v Česku
V České republice nepatří k příliš rozšířeným druhům smrků, roste např. v některých arboretech.